# Igreja de Nossa Senhora do Cabo (Sesimbra)

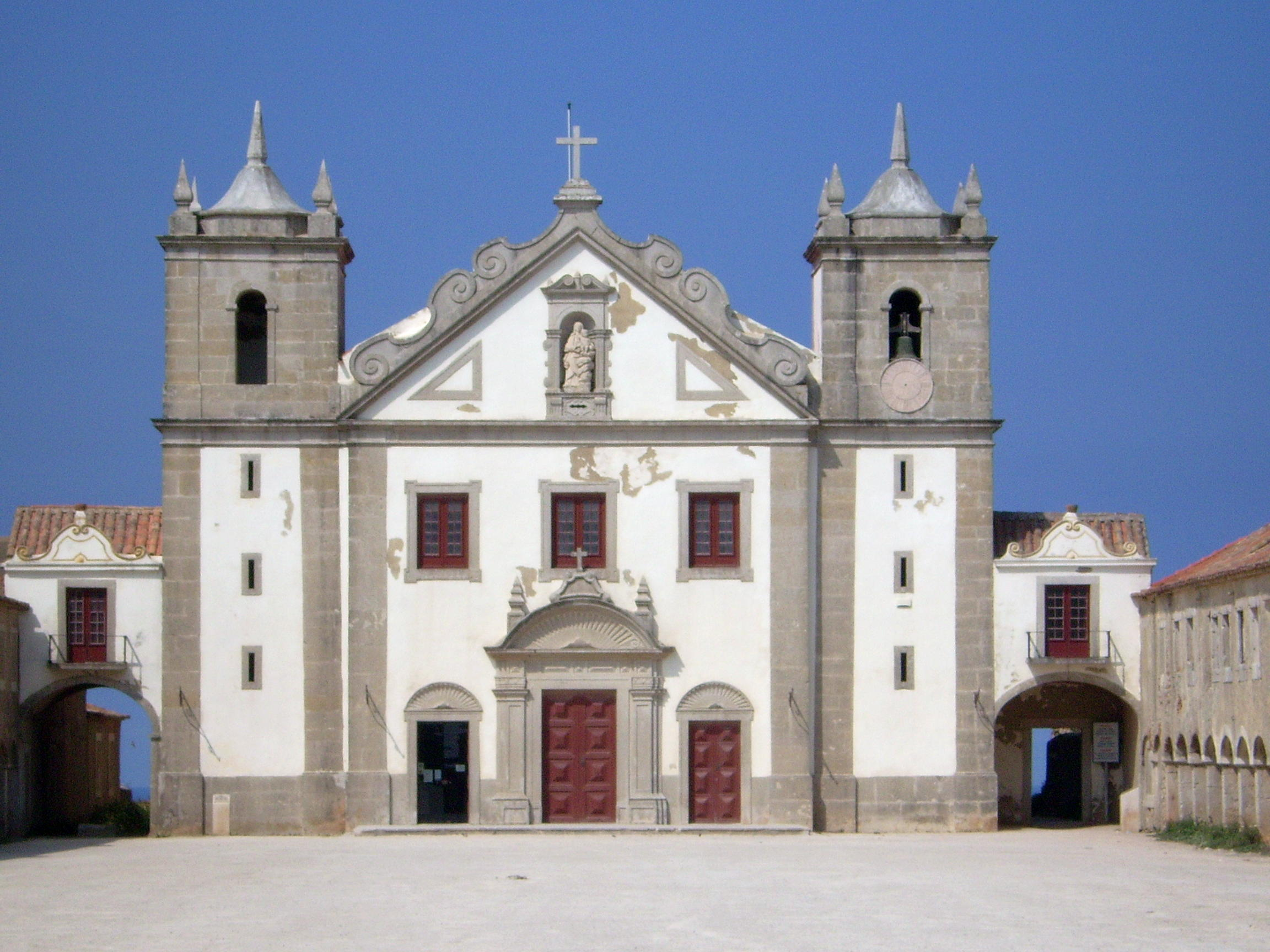
Igreja de Nossa Senhora do Cabo

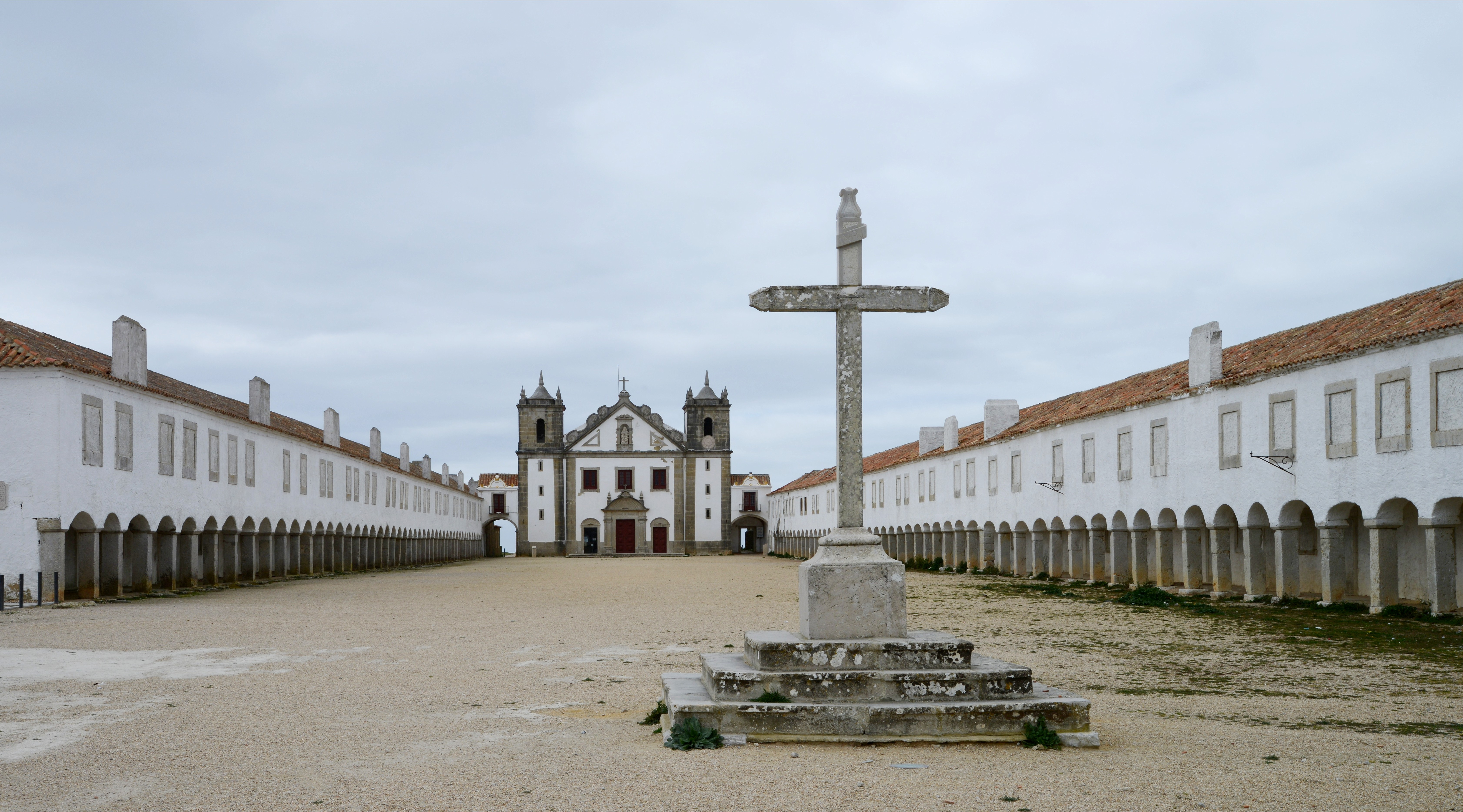
Igreja de Nossa Senhora do Cabo, Casa dos Círios, Terreiro e Cruzeiro

A Igreja de Nossa Senhora do Cabo foi edificada no séc. XVIII, com traça atribuída ao  arquiteto real João Antunes (ou, com menor grau de probabilidade, ao Padre Francisco Tinoco da Silva). Situa-se no Cabo Espichel, município de Sesimbra, freguesia do Castelo, Distrito de Setúbal, integrando o conjunto arquitetónico do Santuário de Nossa Senhora do Cabo Espichel.

## Historial: Características

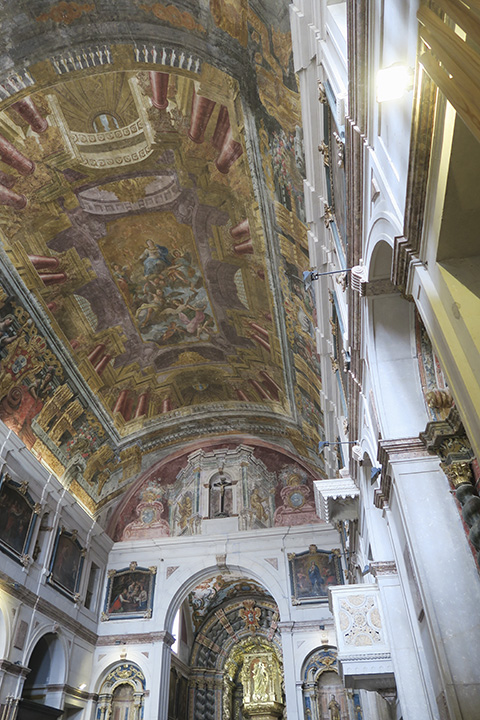
Interior da Igreja

A edificação do templo, «sóbrio e chão» e com elementos barrocos, teve início em 1701 sendo possível que estivesse concluída em 1707, mas as campanhas decorativas do interior prolongaram-se ao longo das décadas seguintes.
No interior da igreja salienta-se o teto, em trompe-l'œil, da autoria de Lourenço da Cunha, datado de 1740. Trata-se de «um dos melhores trabalhos de ilusionismo perspético que subsiste do Portugal Joanino», sendo o único deste artista em todo o País (os restantes não sobreviveram ao terremoto de 1755).
O retábulo da capela-mor, em estilo nacional, acolhe a imagem de Nossa Senhora do Cabo, cuja descoberta no promontório (presumivelmente em 1410) terá estado na base de um culto popular que se estendeu a ambas as margens do Tejo. Esse culto encontra-se, no entanto, documentalmente registado desde data anterior, 1366, numa carta régia de D. Pedro I.
A fachada principal é ladeada por torres, abrindo-se ao exterior através de três portais a que correspondem, ao nível do coro, outras tantas janelas (de características tardo-maneiristas), sendo encimada por frontão triangular com elementos barrocos e uma imagem da padroeira no nicho central. O interior, de uma só nave coberta por abóbada de canhão, parece confirmar a hipótese de ser João Antunes o autor da traça da igreja, «pela utilização de mármores brancos e negros» que enquadram 10 altares de talha vulgar (1718-1722), acima dos quais dispõem-se pinturas anónimas relativas a episódios da Vida da Virgem. A tribuna real é já uma obra de 1770 e, na sacristia, assinalem-se pinturas do denominado Mestre da Lourinhã.
Juntamente com os edifícios das hospedarias destinadas aos romeiros (Casa dos Círios), de uma Casa da Água e respetivo aqueduto e da Ermida da Memória (o elemento mais antigo deste conjunto, datado do século XV e edificado na escarpa do promontório no local onde teria sido descoberta a imagem referida acima), a Igreja de Nossa Senhora do Cabo integra-se no Santuário de Nossa Senhora do Cabo Espichel.
Esse conjunto encontra-se classificado como imóvel de interesse público.

## Conjunto histórico
- Conjunto do Santuário de Nossa Senhora do Cabo Espichel
- Ermida da Memória
- Igreja de Nossa Senhora do Cabo
- Casa dos Círios
- Terreiro no Cabo Espichel
- Aqueduto no Cabo Espichel e Casa da Água